# Gaetano Greco
Gaetano Greco, född omkring 1657 i Neapel, död där omkring 1728, var en italiensk tonsättare.
Greco blev Alessandro Scarlattis elev och efterträdare vid Conservatorio dei poveri samt sedermera vid Conservatorio di Sant'Onofrio lärare åt bland andra Pergolesi och Vinci. Klaverstycken med mera av honom finns i manuskript.